# Vance Joy

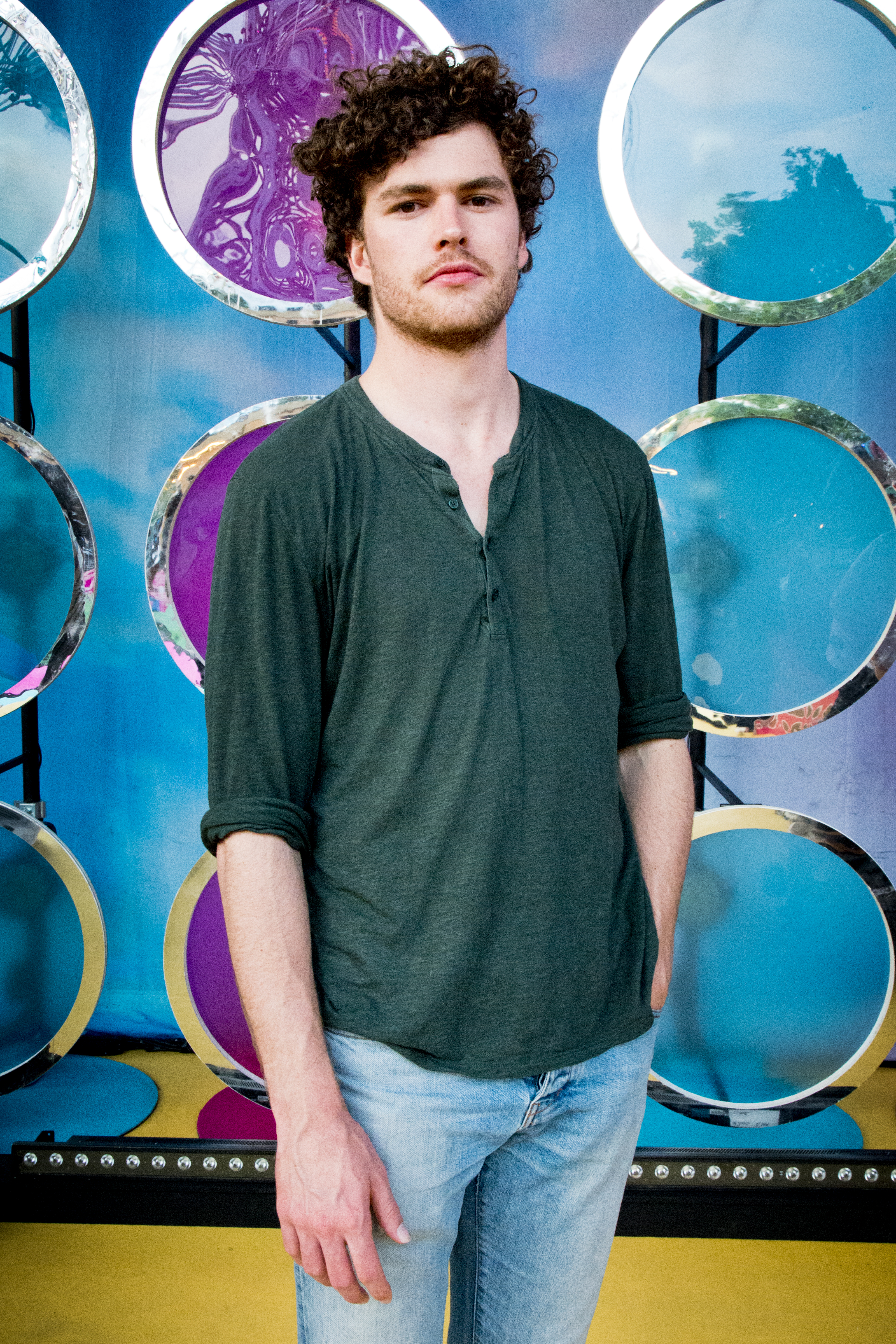
Vance Joy (2014)

Vance Joy ist der Künstlername des australischen Singer-Songwriters James Keogh (* 1. Dezember 1987 in Melbourne). Bekannt ist er vor allem für seinen weltweiten Erfolg Riptide, der zwischenzeitlich in Australien den Rekord für die längste Verweildauer in den Charts hielt.

## Biografie
James Gabriel Keogh hat einen Studienabschluss der Monash University, Melbourne, in Jura und spielte zwischen 2008 und 2009 in der Verteidigung für den Australian-Football-Club Coburg Tigers, das Reserve Team des AFL-Clubs Richmond Tigers.
Keogh entlieh den Namen Vance der Erzählfigur in Peter Careys Buch Bliss. Er steht bei Atlantic Records unter Vertrag und veröffentlichte Anfang 2013 seine erste EP mit dem Titel God Loves You When You’re Dancing. Es folgte eine ausverkaufte Clubtour durch die australischen Großstädte.
Die Single Riptide erschien im Juni 2013 und stieg in die australischen Singlecharts ein. Als höchste Platzierung erreichte sie zwar nur Platz 6, sie hielt sich aber 10 Monate in den Top 50 und in den erweiterten Top 100 war sie länger als jede andere Single zuvor. Im Mai 2015 stand sie dort bei 107 Wochen. Auch international war das Lied sehr erfolgreich und konnte sich in allen großen Musikmärkten platzieren und lange in den Charts halten. Zum Erfolg trug auch der Deep-House-Remix des Titels des österreichischen Produzentenduos Flic Flac bei.

## Diskografie

### Studioalben
| Jahr | Titel                 | Höchstplatzierung, Gesamtwochen, AuszeichnungChartplatzierungen (Jahr, Titel, Platzierungen, Wochen, Auszeichnungen, Anmerkungen) | Höchstplatzierung, Gesamtwochen, AuszeichnungChartplatzierungen (Jahr, Titel, Platzierungen, Wochen, Auszeichnungen, Anmerkungen) | Höchstplatzierung, Gesamtwochen, AuszeichnungChartplatzierungen (Jahr, Titel, Platzierungen, Wochen, Auszeichnungen, Anmerkungen) | Höchstplatzierung, Gesamtwochen, AuszeichnungChartplatzierungen (Jahr, Titel, Platzierungen, Wochen, Auszeichnungen, Anmerkungen) | Anmerkungen                                                 |
| Jahr | Titel                 | AU | CH | UK | US | Anmerkungen                                                 |
| ---- | --------------------- | --- | --- | --- | --- | ----------------------------------------------------------- |
| 2014 | Dream Your Life Away  | AU1 ×2Doppelplatin · (99 Wo.)AU                                                                                                   | CH23 (1 Wo.)CH | UK20 Gold · (3 Wo.)UK | US17 ×2Doppelplatin · (62 Wo.)US                                                                                                  | Erstveröffentlichung: 5. September 2014 Verkäufe: 2.625.000 |
| 2018 | Nation of Two         | AU1 Platin · (46 Wo.)AU | CH35 (1 Wo.)CH | UK32 (1 Wo.)UK | US10 (3 Wo.)US | Erstveröffentlichung: 23. Februar 2018 Verkäufe: 165.000    |
| 2022 | In Our Own Sweet Time | AU3 (4 Wo.)AU | CH91 (1 Wo.)CH | — | — | Erstveröffentlichung: 10. Juni 2022                         |

### Livealben
- 2018: Live at Red Rocks Amphitheatre

### EPs
- 2013: God Loves You When You’re Dancing (AU: ×1616-fach-Platin ; US: Gold)

### Singles
| Jahr | Titel Album                                              | Höchstplatzierung, Gesamtwochen, AuszeichnungChartplatzierungen (Jahr, Titel, Album, Platzierungen, Wochen, Auszeichnungen, Anmerkungen) | Höchstplatzierung, Gesamtwochen, AuszeichnungChartplatzierungen (Jahr, Titel, Album, Platzierungen, Wochen, Auszeichnungen, Anmerkungen) | Höchstplatzierung, Gesamtwochen, AuszeichnungChartplatzierungen (Jahr, Titel, Album, Platzierungen, Wochen, Auszeichnungen, Anmerkungen) | Höchstplatzierung, Gesamtwochen, AuszeichnungChartplatzierungen (Jahr, Titel, Album, Platzierungen, Wochen, Auszeichnungen, Anmerkungen) | Höchstplatzierung, Gesamtwochen, AuszeichnungChartplatzierungen (Jahr, Titel, Album, Platzierungen, Wochen, Auszeichnungen, Anmerkungen) | Höchstplatzierung, Gesamtwochen, AuszeichnungChartplatzierungen (Jahr, Titel, Album, Platzierungen, Wochen, Auszeichnungen, Anmerkungen) | Anmerkungen                                                         |
| Jahr | Titel Album                                              | AU | DE | AT | CH | UK | US | Anmerkungen                                                         |
| --- | -------------------------------------------------------- | --- | --- | --- | --- | --- | --- | ------------------------------------------------------------------- |
| 2013 | Riptide God Loves You When You’re Dancing                | AU6 ×1616-fach-Platin · (139 Wo.)AU | DE9 Diamant · (51 Wo.)DE | AT4 ×4Vierfachplatin · (100 Wo.)AT | CH17 Gold · (123 Wo.)CH | UK10 ×7Siebenfachplatin · (161 Wo.)UK | US30 Diamant · (44 Wo.)US | Erstveröffentlichung: 21. Mai 2013 Verkäufe: 18.688.333             |
| 2014 | Mess Is Mine Dream Your Life Away                        | AU33 ×4Vierfachplatin · (8 Wo.)AU | — | — | — | UK— GoldUK | US— ×2DoppelplatinUS | Erstveröffentlichung: 9. Juli 2014 Verkäufe: 3.085.000              |
| 2015 | Georgia Dream Your Life Away                             | AU15 ×5Fünffachplatin · (17 Wo.)AU | — | — | — | UK— GoldUK | US— PlatinUS | Erstveröffentlichung: Februar 2015 Verkäufe: 2.045.000              |
| 2015 | Fire and the Flood Dream Your Life Away (Deluxe Edition) | AU6 ×5Fünffachplatin · (27 Wo.)AU | — | — | — | — | US— PlatinUS | Erstveröffentlichung: 24. Juli 2015 Verkäufe: 1.510.000             |
| 2017 | Lay It on Me Nation of Two                               | AU18 ×4Vierfachplatin · (26 Wo.)AU | — | — | — | — | US— GoldUS | Erstveröffentlichung: 12. Juli 2017 Verkäufe: 940.000               |
| 2018 | We’re Going Home Nation of Two                           | AU16 ×3Dreifachplatin · (11 Wo.)AU | — | — | — | — | — | Erstveröffentlichung: 12. Januar 2018 Verkäufe: 210.000             |
| 2018 | Saturday Sun Nation of Two                               | AU47 ×3Dreifachplatin · (1 Wo.)AU | — | — | — | UK— SilberUK | US— GoldUS | Erstveröffentlichung: 1. Februar 2018 Verkäufe: 960.000             |
| 2021 | You –                                                    | — | DE— aDE | — | — | — | — | Erstveröffentlichung: 29. Januar 2021 mit Benny Blanco & Marshmello |
| 2021 | Missing Piece –                                          | AU14 ×2Doppelplatin · (42 Wo.)AU | — | — | — | UK— SilberUK | US— GoldUS | Erstveröffentlichung: 21. Mai 2021 Verkäufe: 920.000                |
| 2022 | Clarity –                                                | AU41 Platin · (4 Wo.)AU | — | — | — | — | — | Erstveröffentlichung: 7. April 2022 Verkäufe: 70.000                |
| Folgende Lieder erschienen nicht als Single, wurden aber durch das Album zum Download und Streaming bereitgestellt und konnten somit eine Platzierung erlangen: |                                                          | | | | | | |                                                                     |
| |                                                          | | | | | | |                                                                     |
| 2014 | Wasted Time Dream Your Life Away                         | AU43 (1 Wo.)AU | — | — | — | — | — | Charteinstieg: 7. September 2014                                    |

Weitere Singles
- 2013: From Afar (AU: Platin)
- 2014: Snaggletooth
- 2014: First Time
- 2014: My Kind of Man
- 2015: All I Ever Wanted
- 2016: Straight into Your Arms
- 2017: Like Gold (AU: Platin)
- 2018: Call If You Need Me
- 2018: I’m with You (AU: Platin)

## Auszeichnungen für Musikverkäufe
| Goldene Schallplatte - Australien - 2023: für das Lied Emmylou - 2023: für das Lied Play with Fire - Belgien - 2016: für die Single Riptide - Brasilien - 2020: für die Single Georgia - 2020: für die Single Saturday Sun - 2020: für die Single Mess Is Mine - Dänemark - 2014: für das Streaming Riptide - 2025: für die Single Georgia - Italien - 2018: für die Single Mess Is Mine Platin-Schallplatte - Dänemark - 2024: für das Album Dream Your Life Away - Frankreich - 2017: für die Single Riptide - Kanada - 2020: für die EP God Loves You When You’re Dancing - 2021: für das Album Nation of Two - Neuseeland - 2021: für die Single Mess Is Mine - 2021: für die Single Saturday Sun - 2024: für das Album Nation of Two - Schweden - 2014: für die Single Riptide | 2× Platin-Schallplatte - Kanada - 2021: für die Single Fire and the Flood - 2021: für die Single Georgia - 2022: für die Single Lay It on Me - 2023: für die Single Missing Piece - Neuseeland - 2023: für die Single Georgia 3× Platin-Schallplatte - Dänemark - 2024: für die Single Riptide - Neuseeland - 2024: für das Album Dream Your Life Away 4× Platin-Schallplatte - Italien - 2024: für die Single Riptide - Kanada - 2024: für die Single Mess Is Mine - 2024: für das Album Dream Your Life Away - Spanien - 2024: für die Single Riptide 5× Platin-Schallplatte - Portugal - 2024: für die Single Riptide 10× Platin-Schallplatte - Neuseeland - 2025: für die Single Riptide Diamantene Schallplatte - Kanada - 2020: für die Single Riptide |

Anmerkung: Auszeichnungen in Ländern aus den Charttabellen bzw. Chartboxen sind in ebendiesen zu finden.
| Land/RegionAuszeichnungen für Musikverkäufe (Land/Region, Auszeichnungen, Verkäufe, Quellen) | Silber     | Gold       | Platin         | Diamant     | Verkäufe   | Quellen              |
| -------------------------------------------------------------------------------------------- | ---------- | ---------- | -------------- | ----------- | ---------- | -------------------- |
| Australien (ARIA)                                                                            | —          | 2× Gold2   | 65× Platin65   | —           | 4.620.000  | aria.com.au          |
| Belgien (BRMA)                                                                               | —          | Gold1      | —              | —           | 15.000     | ultratop.be          |
| Brasilien (PMB)                                                                              | —          | 3× Gold3   | —              | —           | 80.000     | pro-musicabr.org.br  |
| Dänemark (IFPI)                                                                              | —          | 2× Gold2   | 4× Platin4     | —           | 335.000    | ifpi.dk              |
| Deutschland (BVMI)                                                                           | —          | —          | —              | Diamant1    | 1.000.000  | musikindustrie.de    |
| Frankreich (SNEP)                                                                            | —          | —          | Platin1        | —           | 133.333    | snepmusique.com      |
| Italien (FIMI)                                                                               | —          | Gold1      | 4× Platin4     | —           | 425.000    | fimi.it              |
| Kanada (MC)                                                                                  | —          | —          | 18× Platin18   | Diamant1    | 2.240.000  | musiccanada.com      |
| Neuseeland (RMNZ)                                                                            | —          | —          | 18× Platin18   | —           | 480.000    | radioscope.co.nz NZ2 |
| Österreich (IFPI)                                                                            | —          | —          | 4× Platin4     | —           | 120.000    | ifpi.at              |
| Portugal (AFP)                                                                               | —          | —          | 5× Platin5     | —           | 50.000     | Einzelnachweise      |
| Schweden (IFPI)                                                                              | —          | —          | Platin1        | —           | 40.000     | sverigetopplistan.se |
| Schweiz (IFPI)                                                                               | —          | Gold1      | —              | —           | 15.000     | hitparade.ch         |
| Spanien (Promusicae)                                                                         | —          | —          | 4× Platin4     | —           | 240.000    | elportaldemusica.es  |
| Vereinigte Staaten (RIAA)                                                                    | —          | 4× Gold4   | 6× Platin6     | Diamant1    | 18.000.000 | riaa.com             |
| Vereinigtes Königreich (BPI)                                                                 | 2× Silber2 | 3× Gold3   | 7× Platin7     | —           | 5.340.000  | bpi.co.uk            |
| Insgesamt                                                                                    | 2× Silber2 | 17× Gold17 | 137× Platin137 | 3× Diamant3 |            |                      |